# شواینفروت
گئورگ آگوست شواینفروت (۲۹ دسامبر ۱۸۳۶-۱۹ سپتامبر ۱۹۲۵). گیاه‌شناس، جهانگرد و قوم‌شناس آلمانی که زادگاهش ریگا در لتونی بود که در آن روزگار بخشی از امپراطوری روسیه شمرده می‌شد. او در صفحات مرکزی شرق آفریقا به سفرهای اکتشافی پرداخت ولی اهمیت یافته‌هایش آنطور که باید، دست کم در منابع فارسی شناخته نیست. در دانشگاههای هایدلبرگ، مونیخ و برلین (۱۸۶۲-۱۸۵۶) تحصیل کرد و به گیاهشناسی و دیرین شناسی پرداخت. وقتی از او خواستند مجموعه هایی را که فرایهر فون بارنیم و دکتر هارتمن از سودان آورده بودند مرتب کند توجهش به آن منطقه جلب شد و در سال ۱۸۶۳ به سفر در سواحل دریای سرخ پرداخته چندین بار منطقه میان دریای سرخ و رود نیل را پیمود و با گذر از خارطوم در سال ۱۸۶۶ به اروپا برگشت. پژوهشهایش چنان توجهی بر انگیخت که در سال ۱۸۶۸ موسسه همبالت-استیفتونگ برلین اور را به مأموریت اکتشافی مهمی در دل آفریقا فرستاد. با شروع سفر از خاطوم در ژانویه ۱۸۶۹ تا سرچشمه‌های نیل سفید و بحر القزل رفته همراه گروهی از تجار عاج از مناطق دیورها، دینکاها، بونگوه و نیا-نیامه گذشته با عبور از سرچشمه‌های نیل پای به سر زمین مونگبتو، مونبتوتو، گذارده رود اویله (Uele) را در ۱۹ مارس ۱۸۷۰ کشف کرد و از روی جریان یافتنش بسوی غرب استقلالش از نیل را دریافت. او به این نتیجه رسید که این رود به مجموعه رودهای چاد تعلق دارد و این کشف چندین سال پیش از اثبات ارتباط این رود با رود کنگو بود. از مهم‌ترین کارهای وی آشنا ساختن پژوهشگران با گیا و زیای منطقه آفریقای مرکزی بود.